# Trematosaure
El trematosaure (Trematosaurus) és un gènere d'amfibi temnospòndil que va viure al període Triàsic. Les seves restes fòssils s'han trobat a Alemanya i Rússia. Va ser anomenat per Hermann Burmeister l'any 1849 i l'espècie tipus és Trematosaurus brauni.

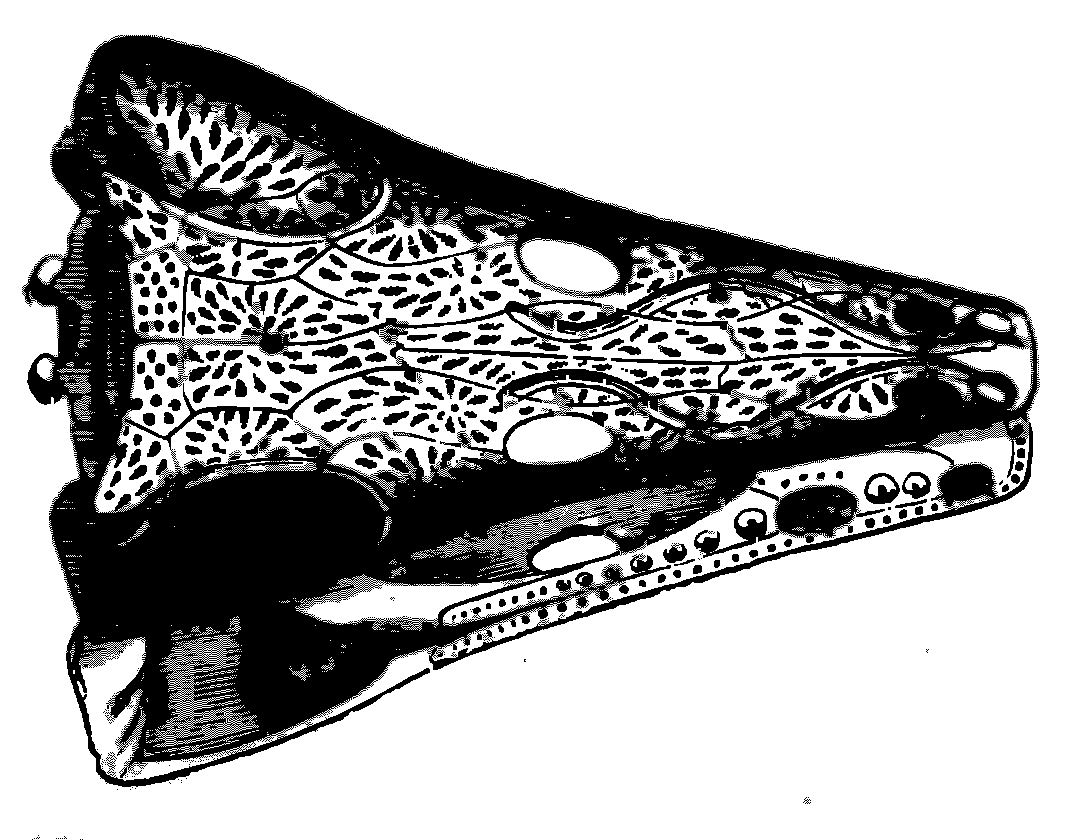
Crani de trematosaure.